# 七里駅 (平安南道)
七里駅（チルリえき、朝鮮語: 칠리역）は、朝鮮民主主義人民共和国平安南道粛川郡にある駅で、清南線に属する。 

## 隣の駅
清南線
龍林駅 - 七里駅 - 元興駅